# Acuario de Veracruz
El Acuario de Veracruz (actualmente llamado Aquarium de Veracruz desde 2022), en la ciudad de Veracruz, es el acuario más importante del Estado de Veracruz y de todo México, también es considerado como el acuario más grande de América Latina.

## Historia
A finales de la década de 1980 se iniciaron las pláticas con el Gobierno del Estado de Veracruz de Ignacio de la Llave para crear un espacio donde se exhibiera la fauna marina de la región y aprovecharlo para apoyar el sector turístico.
Se escogió el playón de Hornos debido a su cercanía con la zona turística, la protección que brindaba contra los vientos del norte y el abastecimiento de agua de mar.
Para fines de 1992 se terminaría de construir la obra dirigida por el ingeniero Luis Kasuga Osaka y diseñada por el Ingeniero Hiroshi Kamio, inaugurándose así el 13 de noviembre de ese mismo año, siendo el Ing. Baltasar Pazos de la Torre el primer Presidente de su Consejo de Administración.
A partir de 2000 se inició una primera fase de ampliación (concluida en el año 2002) y cambió de imagen que incluyó la construcción de un recinto para tiburones y otro para manatíes, además de una terraza y un paseo en la parte exterior de la plaza, dando con esto a los visitantes una opción más para disfrutar del mar en su explanada de más de 300 metros, lo que le permitió obtener un crecimiento del 75% en el número de visitas.
El Acuario de Veracruz cuenta con varios reconocimientos, entre ellos, el haber mantenido por casi 8 años a un ejemplar de tiburón tigre (Galeocerdo cuvier), hasta su liberación posterior; es además el único lugar donde es posible admirar a los manatíes (Trichechus manatus) así como a dos de sus crías nacidas en sus instalaciones.
En diciembre de 2007 se efectuó la remodelación de la pecera mayor (con más de 1 millón de litros de agua salada), debido a lo cual recibe el nombre de Gran Pecera de Arrecifes, en donde se muestran a las especies típicas que se encuentran en esos importantes ecosistemas. En este año se le considera como el atractivo turístico más importante de la ciudad, puesto que en él se destaca su contenido y la variedad que se presenta en su recorrido.
El 20 de noviembre de 2009, el gobernador del Estado de Veracruz, el Lic. Fidel Herrera Beltrán inauguró el Delfinario, el cual fue construido para fines de investigación. El delfinario cuenta con 12 metros de ancho 24 metros de largo y seis metros de profundidad, con una capacidad de 2.5 millones de litros de agua salada, de igual forma, cuenta con 6 acrílicos que permiten a los visitantes la observación de los delfines desde prácticamente cualquier ángulo.
El 11 de mayo de 2022 la Procuraduría de Medio Ambiente del estado de Veracruz clausuró el Acuario debido a posibles irregularidades detectadas desde el 2021, las cuales no fueron resueltas. De acuerdo con medios locales, el titular de la procuraduría de Medio Ambiente señaló que el cierre no estaba relacionado con cuestión de multas sino por “la operatividad del acuario”. Finalmente el acuario tuvo una reinauguración el 21 de mayo de 2022, aunque en su reinauguración el acuario cambió de nombre a Aquarium de Veracruz.
El 18 de noviembre de 2024, el Aquarium de Veracruz luego de meses de reparaciones y remodelaciones, fue reinaugurado por el gobernador del Estado de Veracruz, el Ing. Cuitláhuac García, la entrada de la fachada fue rediseñada, la cual ahora tiene la figura de la boca de un tiburón blanco, el acuario fue modernizado agregando pantallas led con la información de cada una de las especies que se encuentran en el acuario.

## Áreas
El Acuario de la ciudad de Veracruz cuenta con 8 Áreas: La selva de los Tuxtlas, la galería de agua dulce, la gran pecera arrecifal, la galería de arrecifes de coral, el tiburonario, la pecera de las medusas, el manatiario, el delfinario y el pingüinario.

### La Selva de Los Tuxtlas
Es la primera galería del acuario en donde se presenta un entorno similar al que se encuentra en la selva de Los Tuxtlas, región que se encuentra al sur del estado de Veracruz, una zona apreciada mundialmente por su gran diversidad de flora y fauna, aquí el visitante puede apreciar una gran cantidad de plantas naturales así como el sonido del agua cayendo en un estanque donde están varios grupos tortugas de agua dulce propias de la región, hay dos peceras donde se exhiben peces espadas propios de la región y boas constrictor. También se encuentran aves como el tucán en total libertad por esta zona, además de guacamayos azul y amarillo con los que se puede tener iteracción.

### Galería de agua dulce
La sección cuenta con nueve peceras de diferentes volúmenes donde albergan más de 30 especies de peces del Amazonas, Asia, África y América así como reptiles y mamíferos representativos de estas diferentes zonas. El volumen total de esta galería es de 562 177 litros, la cual está ambientada como una caverna donde se pueden admirar especies de peces muy diversas.

### Galería de agua salada
Esta sección cuenta con 13 peceras de diferentes dimensiones y características en donde se exhiben alrededor de 60 especies de organismos arrecifales incluyendo peces, reptiles e invertebrados. El sistema cuenta con 115 200 litros de agua salada en constante movimiento la cual circula por una serie de filtros biológicos y mecánicos que la mantienen en condiciones óptimas para el desarrollo de las especies exhibidas. Adicionalmente se cuenta con un área de cuarentenas destinadas a los organismos recién capturados o a los que requieran la aplicación de algún tipo de tratamiento. La decoración de las peceras es completamente artificial.

### Pecera arrecifal

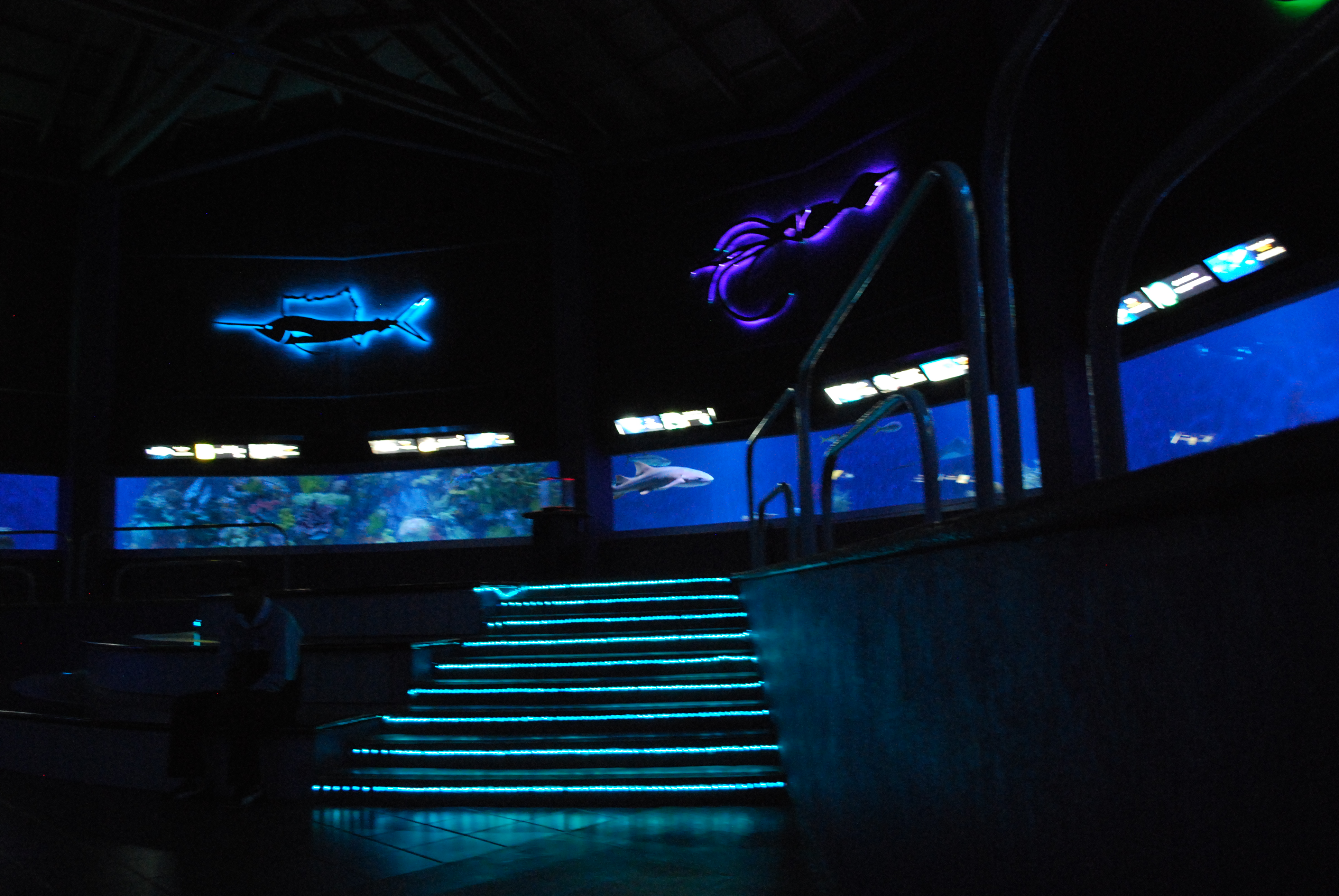
Vista de una sección del acuario.

Tiene una forma cilíndrica y una vista panorámica a través de sus 13 ventanas de acrílico, incluyendo la principal con casi 8 metros de largo con 3 metros de alto, la más grande de Latinoamérica. Con un volumen de 1,250,000 litros es el tanque de mayor tamaño en el Acuario de Veracruz. En ella se exhiben corales artificiales típicos del Sistema Arrecifal Veracruzano y más de 20 especies de peces también propios de la región incluyendo enormes tiburones gata, meros, rayas blancas o de espina, barracudas, sábalos y decenas de miles de cardúmenes multicolores.

### Tiburonario
El Acuario de Veracruz fue el primero en México en exhibir especies mayores en la pecera oceánica a partir de 1992, junto con rayas, peces óseos y tortugas marinas de gran talla. Posteriormente, para el 2002, como resultado de una gran década se construye un tiburonario con un volumen de 912 000 litros.
Los tiburones que se pueden apreciar en este estanque son, principalmente, de dos especies: los tiburones trozo y los tiburones tigre de los cuales el Acuario de Veracruz se ha destacado a nivel mundial por mantenerlos hasta por periodos de casi 8 años.
La captura, traslado, y adaptación de los ejemplares es fundamental para la salud y longevidad de los mismos; y se realiza con personal especializado y métodos adecuados para minimizar el estrés de los ejemplares

### Manatiario
Desde 1998, el acuario creó el manatiario, hogar de los primeros dos ejemplares huérfanos de manatí, provenientes de la laguna de Alvarado, de agua dulce y salada por ser punto de encuentro con el mar.
El tanque que contiene estos grandiosos mamíferos tiene una longitud de 12 metros de alto por 8 de ancho y almacena un volumen de más de 370 mil litros de agua salada.
Los manatíes en cautiverio se alimentan de 18 tipos diferentes de vegetales, como lechugas larga y romana, alfalfa, acelga y espinaca, entre otros, así como algunas frutas; se pueden observar a través de dos ventanales de exhibición.

### Delfinario
El delfinario cuenta con un tanque principal. El volumen total es de 2,500,000 litros de agua salada, con filtración automatizada y monitoreo de calidad de agua durante las 24 horas del día. Esta exhibición alberga 4 delfines nariz de botella que pueden ser observados por la parte alta del estanque al aire libre y también a través de 6 ventanales de acrílico. Y una vista subacuática donde se puede observar a los ejemplares desde la parte inferior de su estanque.

### Pingüinario
En julio del 2014 se inauguró una exhibición de pingüinos alojada en el interior del Acuario de Veracruz.
Actualmente estos ejemplares de pingüinos de Humboldt se pueden contemplar desde un acrílico y son de 10 a 12 ejemplares, originarios de varias regiones de Chile y Peru.